# Bjendag
Bjendag, także Bjena (dzong. སྦྱེད་ནག་) – gewog w dystrykcie Wangdü Pʽodrang w Królestwie Bhutanu. Według spisu powszechnego z 2005 roku, gewog ten zamieszkiwało 2110 osób.
Gewog Bjendag podzielony jest na 5 mniejszych jednostek zwanych chiwogami. Noszą one następujące nazwy: Bjendagloongpa Thingmakha, Tashi Tokha, Wachhey, Garzhikcha Omchheyghang i Ngawang Tongchennang.

## Demografia
Według Bhutańskiego Urzędu Statystycznego gewog ten zamieszkuje 1129 mężczyzn i 981 kobiet (dane za rok 2005) w 521 domostwach. Stanowiło to 6,8% ludności dystryktu.